# Frente de Centro
El Frente de Centro fue una coalición política de partidos políticos peruanos de centro, conformada por los partidos Acción Popular liderado por Valentín Paniagua, Somos Perú por Alberto Andrade y Coordinadora Nacional de Independientes liderado por Drago Kisic. Esta alianza se conformó con el fin de presentarse a las elecciones generales del 2006, siendo su candidato presidencial Valentín Paniagua.
Pasado el proceso electoral, quedó legalmente disuelta la alianza, resultando electos cinco de sus candidatos al Congreso de la República.

## Historia
Después que Alberto Fujimori renunciara a la Presidencia desde Japón en el año 2000 y luego del escándalo de los vladivideos, se produjo una crisis de gobierno. Previamente Valentín Paniagua ya había sido elegido Presidente del Congreso de la República, corrigiendo varios de los abusos del gobierno fujimorista.
A los pocos días se produjo también la renuncia de los vicepresidentes de Fujimori, por lo que según la Constitución correspondía al Presidente del Congreso juramentar como Presidente de la República, poniendo así fin a los 10 años del gobierno fujimorista. Así, Paniagua encabezaría un gobierno de transición que duró del 22 de noviembre del 2000 al 28 de julio de 2001. En este período Paniagua, como pocos presidentes, gozó de gran simpatía y aceptación popular. Más aún, cumplió su promesa de no participar de las elecciones generales del 2001, quedando así expedito para postular a las elecciones del año 2006.
En el 2005, se crea la alianza electoral denominada Frente de Centro. Dicha alianza quedó conformada por los siguientes partidos:
- Acción Popular
- Somos Perú
- Coordinadora Nacional de Independientes

Por su buena imagen y antecedentes, Valentín Paniagua quedó definido como el candidato presidencial de la alianza, mientras que Alberto Andrade de Somos Perú y Gonzalo Aguirre Arriz de Coordinadora Nacional de Independientes quedaron como candidatos a la primera y 2.ª Vicepresidencia.

## Elecciones generales 2006
El símbolo electoral de la alianza, si bien tenía los mismos colores que el de Acción Popular, llevaba al centro una "V" similar a un check, que representa además la inicial de Valentín Paniagua o también de Victoria.
| Candidatos                | Candidatos              | Candidatos            |
| Presidencia               | 1º Vicepresidencia      | 2º Vicepresidencia    |
| ------------------------- | ----------------------- | --------------------- |
| Valentín Paniagua Corazao | Alberto Andrade Carmona | Gonzalo Aguirre Arriz |

Si bien Paniagua fue inicialmente favorito para la contienda electoral, una vez iniciada la campaña pronto fue superado en las encuestas por Lourdes Flores de Unidad Nacional, Alan García del Partido Aprista Peruano, Ollanta Humala de Unión por el Perú e incluso por Martha Chávez de Alianza por el Futuro. Finalmente quedó ubicado en el quinto lugar, con apenas 5,753% de los votos válidos.
En las elecciones parlamentarias, solo resultaron elegidos por el Frente de Centro 5 de sus candidatos (a excepción de Alberto Andrade, todos miembros de Acción Popular):
| Región | Nombre                                       | Número de Votos |
| ------ | -------------------------------------------- | --------------- |
| Lima   | Alberto Andrade Somos Perú                   | 131,178         |
| Lima   | Rosario Sasieta Acción Popular               | 45,030          |
| Lima   | Víctor Andrés García Belaúnde Acción Popular | 34,632          |
| Loreto | Mario Peña Angulo Acción Popular             | 17,885          |
| Puno   | Yonhy Lescano Acción Popular                 | 26,629          |

## Alianza Parlamentaria
Concluido el proceso electoral, expiró legalmente la vigencia del Frente de Centro como alianza electoral. Una vez instalados en el Congreso, los cinco representantes electos por el Frente de Centro (cuatro de Acción Popular y uno de Somos Perú) decidieron junto con los dos congresistas elegidos por Perú Posible y con los de Restauración Nacional, formar una bancada congresal denominado Alianza Parlamentaria. Esta bancada era opositora al gobierno de Alan García junto a las bancadas de Unión por el Perú y Unidad Nacional.
El 16 de octubre del mismo, Valentín Paniagua falleció y el gobierno declaró en duelo nacional en homenaje al expresidente.
En 2008, fallece prematuramente Mario Peña Angulo a consecuencia de un cáncer a los ganglios y luego fue reemplazado por Jorge Foinquinos (también de Acción Popular) tras ser el segundo más votado por el Departamento de Loreto. Otra gran pérdida fue el 19 de junio del siguiente año, cuando el exalcalde y entonces congresista Alberto Andrade falleció a los 65 años en los Estados Unidos debido a un enfisema pulmonar y fue reemplazado por también exalcalde Ricardo Belmont quien era candidato invitado por Acción Popular.

## Resultados Electorales

### Elecciones Presidenciales
| Año  | Fórmula presidencial | Fórmula presidencial | Fórmula presidencial  | Fórmula presidencial | Votos   | %               | Resultado | Notas |
| Año  | Presidente           | Presidente           | Vicepresidentes       | Vicepresidentes      | Votos   | %               | Resultado | Notas |
| ---- | -------------------- | -------------------- | --------------------- | -------------------- | ------- | --------------- | --------- | ----- |
| 2006 |                      | Valentín Paniagua    | 1.º                   | Alberto Andrade      | 706 156 | \| \| 5.75 % \| | 5.º       |       |
| 2006 | 2.º                  | Valentín Paniagua    | Gonzalo Aguirre Arriz |                      | 706 156 | \| \| 5.75 % \| | 5.º       |       |
|      | 5.75 %               |                      |                       |                      |         |                 |           |       |

### Elecciones Parlamentarias
| Año  | Congresistas | Congresistas   | Congresistas | Posición | Notas |
| Año  | Votos        | %              | Escaños      | Posición | Notas |
| ---- | ------------ | -------------- | ------------ | -------- | ----- |
| 2006 | 760 261      | \| \| 7.1 % \| | 5/120        | 5.º      |       |
|      | 7.1 %        |                |              |          |       |

### Elecciones al Parlamento Andino
| Año  | Votos   | %               | Escaños | Posición | Notas |
| ---- | ------- | --------------- | ------- | -------- | ----- |
| 2006 | 479 365 | \| \| 5.61 % \| | 0/5     | 5.º      |       |
|      | 5.61 %  |                 |         |          |       |